# Джамалпур (зіла)
Джамалпур (бенг. জামালপুর) — район у Бангладеш, частина округу Міменсінг. Він був заснований в 1978 році.

## Географія
Джамалпур займає 2031,98 км2. Він розташований між 24°34' і 25°26' північної довготи і між 89°40' і 90°12' східної довготи. Він має міжнародний кордон з індійським штатом Мегалая на північному сході. Він оточений районами Куріграм і Шерпур на півночі, районом Тангайл на півдні, районами Міменсінг і Шерпур на сході, районами річки Джамуна, Богра, Сіраджгандж і Гайбандха на заході. Головне місто розташоване на березі річки Брахмапутра, 140 км на північ від Дакки, столиці країни.
Основні річки включають Бангалі, Стару Брахмапутру, Банал, Хінаяну, Харк Іл, Кайзер Рил, озеро Караганда.

## Історія
Найвизначніші історичні події включають Опір факірів-саньясі (1772-1790), Рух опору індиго (1829), голод (1874), появу залізниці (1899) і Визвольну війну в 1971 році.

### Визвольна війна
21 червня 1971 року пакистанська армія у співпраці з місцевими разакарами вбила 9 людей у Шашан-Гат (центр кремації) у Джамалпур-Садар-Упазіла на березі Брахмапутри. Бенгальські винищувачі та пакистанська армія 31 липня воювали на базі пакистанської армії Камалпур Бакшигандж-Упазіла з великими втратами для окупаційної армії. У цьому бою взяли участь 35 борців за свободу, серед яких кап. Загинули Салауддін Мумтаз, Ахадуззаман, Абул Калам Азад. 13 листопада відбулася битва між бенгальськими військами під керівництвом командувача сектором полковника Абу Тахера та пакистанської армії в Камалпурі Бакшигандж Упазіла. Тахер був важко поранений.

## Адміністративно-територіальний поділ
Район поділений на сім упазіл і одну поліцію
- Девангандж Упазіла
- Бакшигандж Упазіла
- Іслампур Упазіла
- Джамалпур Садар Упазіла
- Мотергандж Упазіла
- Меланда Упазіла
- Сарішабарі Упазіла